# Janine Alder
Janine Alder (n. 5 iulie 1995, Urnäsch, Cantonul Appenzell Extern, Elveția) este o sportivă ce a reprezentat Elveția, medaliată olimpică. A participat la două ediții ale Jocurilor Olimpice (2014, 2018) în care a câștigat o medalie de bronz.